# PSR B1257+12 c
PSR B1257+12 c или Полтергейст — экзопланета, находящаяся примерно в 2300 световых годах, в созвездии Дева. Это первая планета из когда-либо обнаруженных за пределами солнечной системы и одна из трёх, обращающихся вокруг пульсара PSR 1257+12. При открытии получила обозначение PSR B1257+12 B.

## Характеристики
Планета удалена от родительской звезды на расстояние 0,36 а. е. Период обращения составляет около 66 дней. Пульсарная планета в четыре раза массивнее Земли. Поскольку планета PSR B1257+12 c и планета PSR B1257+12 d (ранее C) близки по массе и их орбиты близки друг к другу, они вызывают измеримые возмущения в орбитах друг друга. Как и ожидалось, обнаруженные возмущения подтверждали, что планеты реальны. Точные массы двух планет, а также наклонения их орбит, были измерены с помощью расчётов того, насколько планеты воздействуют друг на друга.

## Название
Планеты у PSR 1257+12 обозначены от А до D (упорядочены по возрастанию расстояния). Причина, по которой эти планеты имеют наименования, отличные от других экзопланет — в том, что во время их открытия соглашение об именовании отличалось. Будучи первой из когда-либо открытых планет и обнаруженной вокруг пульсара, планета получила в обозначении заглавную букву «B», а следующая — «С». Третьей открытой планете присвоили букву «A», так как она была ближе к звезде.
Впоследствии, при переименовании по новым соглашениям и во избежание путаницы в соответствии с современной системой именования экзопланет, планете присвоили букву «c», оставив «a» для звезды.
В июле 2014 года Международный астрономический союз запустил процесс присвоения собственных названий для некоторых экзопланет и их звёзд. В их числе было и имя для планеты PSR B1257+12 c, выбранное в открытом конкурсе и объявленное в декабре 2015 года. Им стало слово «Полтергейст», предложенное сотрудниками Планетария Südtirol Alto Adige (Корнедо-аль-Изарко, Южный Тироль, Италия). Сам пульсар PSR B1257+12 получил тогда же название «Лич». Продолжая терминологию мифологических потусторонних сил и нежити, два других спутника были обозначены как Драугр (оживший мертвец в скандинавской мифологии) и Фобетор (божество кошмаров в античной традиции).

## История открытия
В 1991 году польский радиоастроном Александр Вольщан, изучая открытый им в 1990 году в обсерватории Аресибо пульсар PSR 1257+12, заметил периодическое изменение частоты прихода импульсов. Канадский астроном Дейл Фрейл подтвердил это открытие наблюдениями на другом радиотелескопе. В 1992 году совместно они опубликовали результаты исследований, в которых, обнаруженные периодические изменения частоты, объяснялись влиянием двух планет с массой в четыре раза больше земной (ныне известных как PSR B1257+12 c и PSR B1257+12 d). Позже была обнаружена ещё одна планета с массой вдвое больше массы Луны (PSR B1257+12 b), в 50 раз легче Земли. Таким образом, было доказано существование первой открытой внесолнечной планетной системы.

## Возможность существования жизни
Условия на планетах при PSR B1257+12 довольно экстремальны. Две из них, включая PSR B1257+12 c, сопоставимы с Землёй, но весьма близки к пульсару. Магнитное поле нейтронной звезды является источником СВЧ-излучения. Кроме того, магнитное поле разгоняет элементарные частицы. На планеты всё время падает сильнейший дождь из ионов. Такие условия смертоносны для человека, однако и на Земле существуют более устойчивые к излучению организмы вроде бактерии Deinococcus radiodurans.
В статье 2017 года для журнала «Astronomy and Astrophysics» астрофизики Алессандро Патруно и Михель Кама из Лейденского университета (Нидерланды) допустили, что пригодные для жизни планеты могут находиться и вокруг нейтронных звёзд, приводя в пример как раз суперземли PSR B1257+12 c и PSR B1257+12 d. Они применили специальное программное обеспечение для анализа сделанных в 2007 году орбитальной рентгеновской обсерваторией «Чандра» снимков системы PSR B1257+12, а также более ранних данных за 2005 год. Таким образом, они установили, что температура на поверхности PSR B1257+12 достигает 1,1 миллиона кельвинов, а вокруг звезды может вращаться пылевой осколочный диск, гипотезу о существовании которого десять лет назад выдвинула группа Георгия Павлова, Олега Каргальцева, Дж. П. Гармира и Александра Вольщана.
Хотя зона обитаемости PSR B1257+12 несравнимо меньше, чем у звёзд главной последовательности, при выполнении ряда условий планеты c и d будут потенциально обитаемы. Для этого они прежде всего должны иметь мощную и плотную атмосферу. Если газовые оболочки достаточно широкие, то опасное рентгеновское и гамма-излучение излучение, угрожающее потенциальной обитаемости этих планет, не будет достигать поверхности планеты. При этом излучение нейтронной звезды и пульсарный ветер могут передавать планетам достаточно тепла, чтобы миллиарды лет подряд поддерживать температуры, совместимые с существованием жидкой воды.